# 厚距花属
厚距花属（学名：Pachycentria）是野牡丹科下的一个属，为灌木植物。该属共有约8种，分布于東南亞和新畿內亞。